# Don't Know How to Love You
Don't Know How to Love You é o título de uma canção gravada pela cantora e compositora norte-americana Haley Reinhart. Foi lançada em setembro de 2018 como o primeiro single do quarto álbum de estúdio da artista, a ser lançado em 2019. A canção foi escrita por Reinhart, juntamente com os produtores Anders Grahn e Rob Kleiner. Em 2019, foi incluída no quarto álbum de estúdio de Reinhart, intitulado Lo-Fi Soul.

## Estilo
Após explorar o gênero bossa nova em seu último trabalho, Haley volta à temática mais soul, ligada ao jazz e ao vintage. Don't Know How to Love You é uma balada soul que, segundo a própria Haley Reinhart, é uma das canções mais vulneráveis que já escreveu ou produziu. A faixa, lançada como single, serve como anúncio para o quarto álbum de estúdio da cantora, lançado em 2019.

## Videoclipe
No dia 14 de setembro de 2018, junto ao lançamento do single, foi ao ar também o videoclipe da canção. Gravado em Hollywood e dirigido por Joshua Shultz, o vídeo traz Reinhart em uma versão retrô enquanto performa a canção de forma emocionada.